# Toyota Yaris WRC
De Toyota Yaris WRC is een rallyauto ontworpen en geproduceerd door Toyota GAZOO Racing om te worden ingezet in het wereldkampioenschap rally. De auto, die gebaseerd is op het Toyota Yaris productiemodel, markeert de terugkeer van Toyota als fabrieksteam in het WK rally, waar het in 1999 voor het laatst deelnam met de Toyota Corolla WRC. De auto maakt zijn debuut in het seizoen 2017 met rijders Juho Hänninen en Jari-Matti Latvala, met Esapekka Lappi als derde inschrijving in geselecteerde rally's. Het debuut van de auto komt samen met de introductie van nieuwe technische reglementen binnen de sport. 